# Siklósnagyfalu, Baranya
Siklósnagyfalu este un sat în districtul Siklós, județul Baranya, Ungaria, având o populație de 442 de locuitori (2011). 

## Demografie
Componența etnică a satului Siklósnagyfalu
     Maghiari (55,1%)
     Romi (44,33%)
     Croați (0,57%)
Componența confesională a satului Siklósnagyfalu
     Romano-catolici (78,73%)
     Reformați (4,3%)
     Necunoscută (16,06%)
     Fără religie (0,9%)
     Alte religii (1,81%)
Conform recensământului din 2011, satul Siklósnagyfalu avea 442 de locuitori. Din punct de vedere etnic, majoritatea locuitorilor (44,33%) erau romi.  Din punct de vedere confesional, majoritatea locuitorilor (78,73%) erau romano-catolici, cu o minoritate de reformați (4,3%). Pentru 16,06% din locuitori nu este cunoscută apartenența confesională.